# 물수리
물수리(영어: osprey 오스프리[*], sea hawk, river hawk or fish hawk, 학명: Pandion haliaetus 판디온 할리아이투스[*])는 물수리과 물수리속에 딸린 맹금류의 일종으로, 물수리속의 4종 가운데 생존한 유일한 종이다. 몸길이는 약 60cm이고 날개를 편 길이는 1.6~1.8m다. 부리는 길고 갈고리 모양이며 발가락은 크고 날카롭다. 바깥쪽 발가락은 마음대로 뒤로 움직일 수 있고 발바닥에는 까칠까칠한 살이 있어 물고기를 잡기에 편리하다. 머리는 흰색이고 눈 주위에 암갈색 선이 있다. 몸의 윗면은 어두운 갈색이고 아랫면은 흰색이다.
암컷은 알 3개를 낳고 37일간 품는다. 세계 각지의 강·호수·해안·하구 등지에서 분포하는데 환경오염과 서식지 파괴로 개체 수가 급감하고 있다.

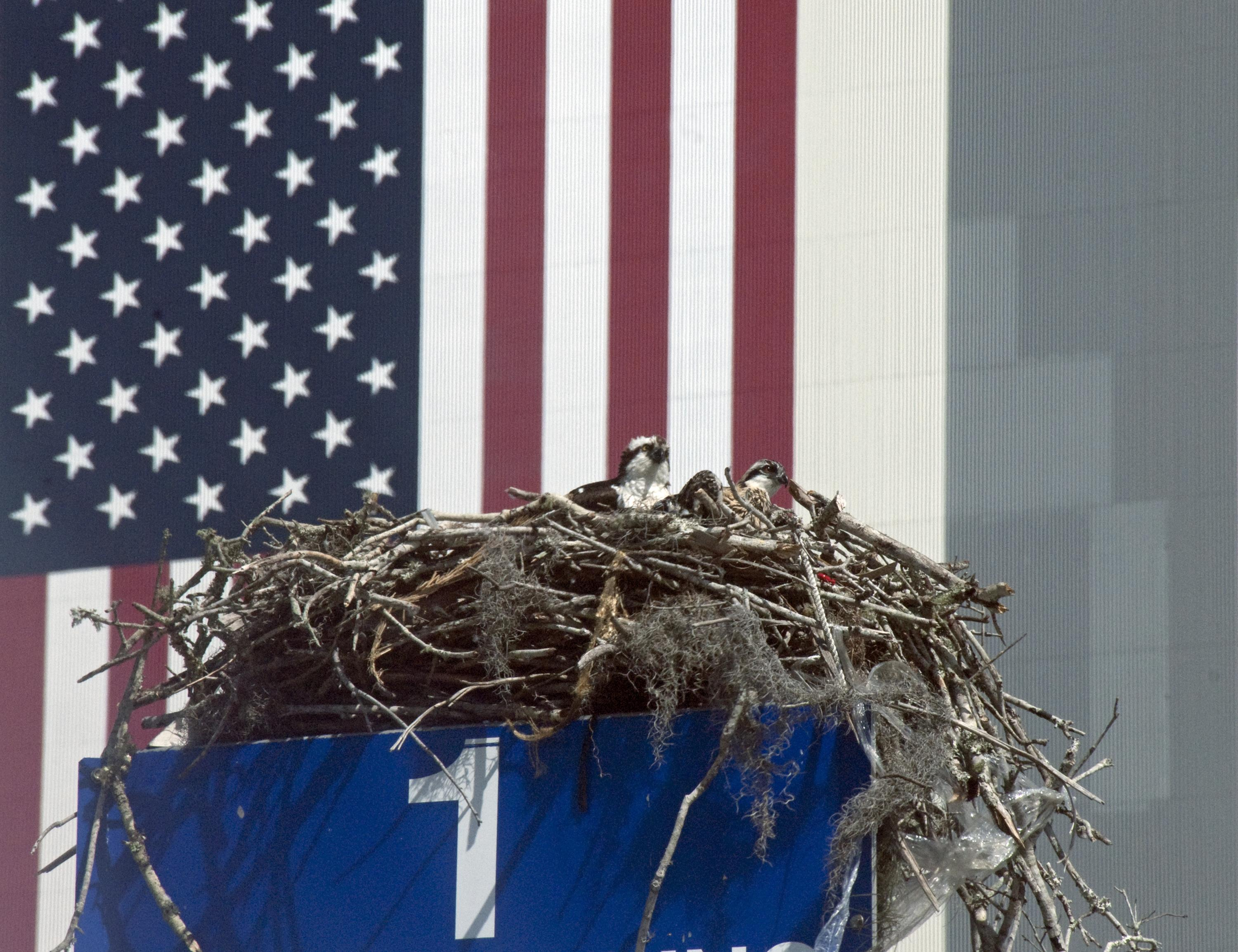
케네디 우주 센터 주차장의 물수리 둥지. 다 큰 개체가 새끼들을 지키고 있다.

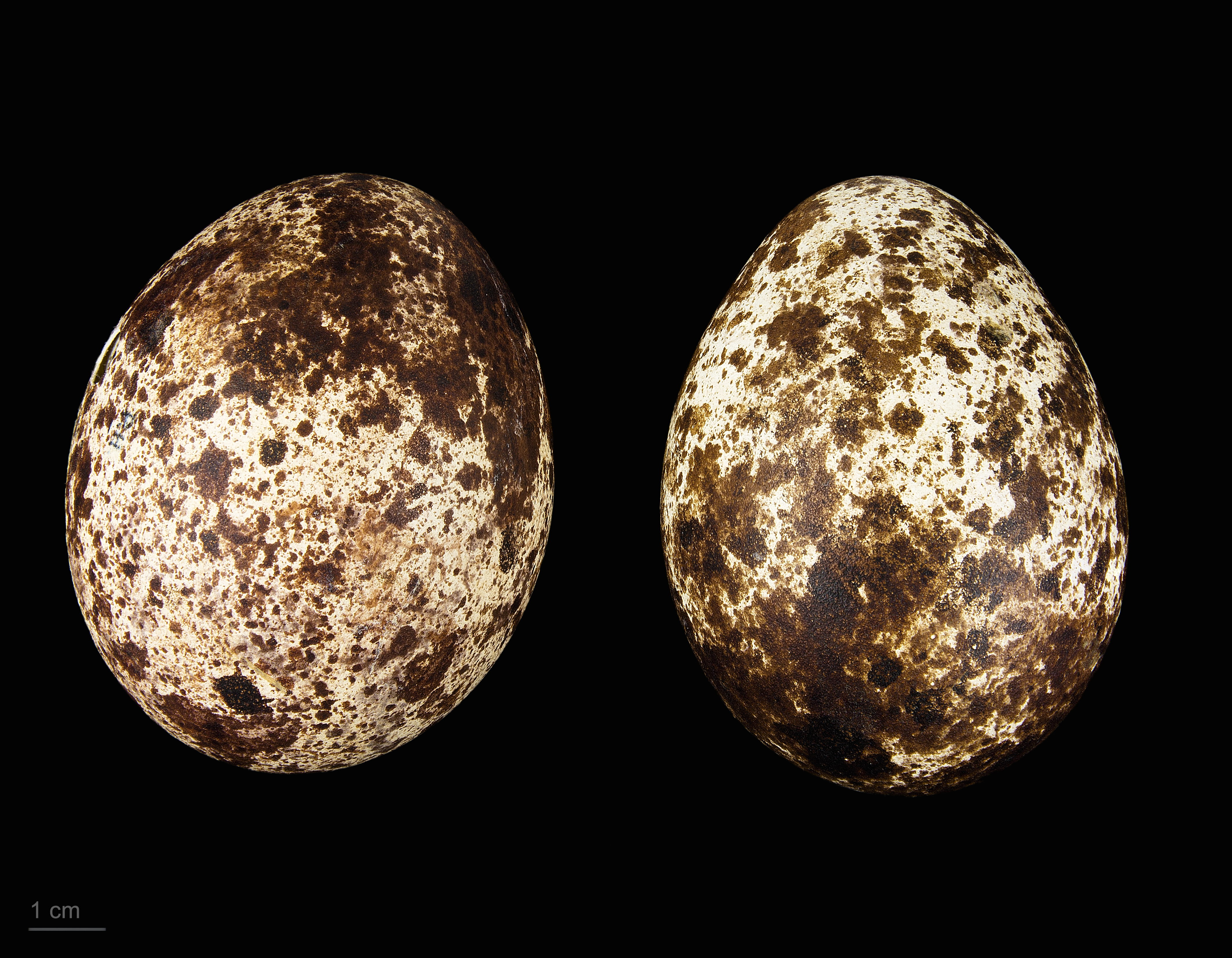
Pandion haliaetus

## 참고 자료
- 이 문서에는 다음커뮤니케이션(현 카카오)에서 GFDL 또는 CC-SA 라이선스로 배포한 글로벌 세계대백과사전의 내용을 기초로 작성된 글이 포함되어 있습니다.